# Metropolitan Borough of Wigan
Wigan – dystrykt metropolitalny w hrabstwie ceremonialnym Wielki Manchester w Anglii.

## Miasta
- Ashton-in-Makerfield
- Atherton
- Golborne
- Hindley
- Leigh
- Standish
- Tyldesley
- Wigan

## Inne miejscowości
Abram, Aspull, Astley, Bamfurlong, Bickershaw, Bryn, Haigh, Higher Folds, Hindley Green, Ince-in-Makerfield, Lowton, Orrell, Shevington, Winstanley, Worsley Mesnes, Worthington.